# 팟플레이어
팟플레이어(PotPlayer)는 다음에서 배포하는 동영상, 음악 재생 프로그램이다. 2008년 5월 첫 베타버전이 배포된 후 2010년 7월 정식 버전인 1.5가 출시되었다. 동영상, 음악 등을 재생하는 미디어 플레이어의 기능과 함께 LIVE버전에서는 VOD서비스와 개인 방송 기능이 제공되며 이 기능들은 각각 곰플레이어의 곰TV와 인터넷 개인 방송 서비스인 아프리카 등과 유사하다. 판도라TV가 KMP를 인수하기 전의 KMP 개발자인 강용희가 개발에 참여했으며 이러한 이유 때문에, 일부 인터페이스나 환경 설정이 KMP와 비슷하다.

## 특징
- 멀티미디어 파일의 코덱을 내장하고 있어, 코덱을 따로 설치하지 않아도 바로 재생할 수 있다.
- 하드웨어 가속(DXVA, DirectX Video Acceleration)를 지원한다.
- 멀티미디어 파일의 끊김없는 재생을 지원한다.
- 다운로드 중인 파일에 대해 재생이 가능하다.
- 자막 출력에 대한 비교적 다양한 옵션을 제공하며, 루비 자막을 지원한다.
- Daum tv팟과 연동되는 일반 버전과 재생 기능만을 제공하는 재생 전용 버전이 별도로 존재한다.
- 50MB 이하의 파일에 한해 ZIP/RAR로 압축된 파일 내의 미디어 재생을 지원한다.
- Daum 팟플레이어는 윈도우용 미디어 플레이어로는 드물게 64비트를 네이티브로 지원하는 소프트웨어가 별도 제공된다.[1] 그러나 팟플레이어 개발자는 64비트 운영체제에서도 32비트 버전을 권장한다고 한다.[2]
- Daum 팟플레이어는 정식버전과 별도로, 업데이트가 조금 더 빠른 개발자 버전을 두고 있다. 개발자 버전은 보고된 버그 패치와 새로운 기능을 미리 사용해 볼 수 있다.

## 같이 보기
- 다음
- K-멀티미디어 플레이어